# Evropské halové hry v atletice 1969
4. Evropské halové hry v atletice se uskutečnily ve dnech 8. – 9. března 1969 v Bělehradu v hale Palac Lodowy. V roce 1970 byl šampionát přejmenován na halové ME v atletice.
Na programu bylo celkově 23 disciplín (14 mužských a 9 ženských). Ve štafetovém běhu mužů na 1+2+3+4 kola kvarteto Jugoslávie závod nedokončilo.

## Medailisté

### Muži
| Soutěž        | Zlato                                                                             | Stříbro                                                                           | Bronz                                                                               |
| ------------- | --------------------------------------------------------------------------------- | --------------------------------------------------------------------------------- | ----------------------------------------------------------------------------------- |
| 50 m          | Zenon Nowosz 5,8                                                                  | Valerij Borzov 5,8                                                                | Bob Frith 5,8                                                                       |
| 400 m         | Jan Balachowski 47,3                                                              | Jan Werner 47,4                                                                   | Jurij Zorin 47,4                                                                    |
| 800 m         | Dieter Fromm 1:46,6                                                               | Henryk Szordykowski 1:47,1                                                        | Noel Carroll 1:47,6                                                                 |
| 1500 m        | Edgard Salvé 3:45,9                                                               | Knut Brustad 3:46,2                                                               | Walter Wilkinson 3:46,4                                                             |
| 3000 m        | Ian Stewart 7:55,4                                                                | Javier Álvarez Salgado 7:56,2                                                     | Werner Girke 7:56,8                                                                 |
| 50 m př.      | Alan Pascoe 6,6                                                                   | Werner Trzmiel 6,6                                                                | Nicolae Pertea 6,7                                                                  |
| 4 x 390 m     | Polsko 3:01,9 Jan Werner Jan Rodomski Andrzej Badeński Jan Balachowski            | Sovětský svaz 3:01,9 Leonid Mikišev Alexandr Bratčikov Valerij Borzov Jurij Zorin | Západní Německo 3:04,5 Dieter Hübner Herbert Moser Peter Bernreuther Manfred Kinder |
| 1+2+3+4 kola  | Polsko 4:16,4 Edward Romanowski Andrzej Badeński Henryk Szordykowski Jan Radomski | nikdo                                                                             | nikdo                                                                               |
| 3 x 1000 m    | Západní Německo 7:08,0 Peter Adam Walter Adams Harald Norpoth                     | Československo 7:23,1 Ján Šišovský Petr Bláha Pavel Pěnkava                       | SFR Jugoslávie 7:42,8 Radovan Piplovič Slavko Koprivica Adam Ladik                  |
| Skok do výšky | Valentin Gavrilov 2,14 m                                                          | Henry Elliott 2,14 m                                                              | Şerban Ioan 2,14 m                                                                  |
| Skok o tyči   | Wolfgang Nordwig 5,20 m                                                           | Gennadij Blizněcov 5,10 m                                                         | Joachim Bär 5,10 m                                                                  |
| Skok daleký   | Klaus Beer 7,77 m                                                                 | Lynn Davies 7,76 m                                                                | Rafael Blanquer 7,63 m                                                              |
| Trojskok      | Nikolaj Dudkin 16,73 m                                                            | Zoltán Cziffra 16,46 m                                                            | Carol Corbu 16,20 m                                                                 |
| Vrh koulí     | Heinfried Birlenbach 19,51 m                                                      | Hartmut Briesenick 19,19 m                                                        | H.J.Rothenburg 18,69 m                                                              |

### Ženy
| Soutěž        | Zlato                                                                                        | Stříbro                                                                                          | Bronz                                                                                           |
| ------------- | -------------------------------------------------------------------------------------------- | ------------------------------------------------------------------------------------------------ | ----------------------------------------------------------------------------------------------- |
| 50 m          | Irena Szewińská 6,4                                                                          | Sylviane Telliezová 6,5                                                                          | Madeleine Cobbová 6,5                                                                           |
| 400 m         | Colette Bessonová 54,0                                                                       | Christel Freseová 54,8                                                                           | Rosemary Stirlingová 54,8                                                                       |
| 800 m         | Barbara Wiecková 2:05,3                                                                      | Magdolna Kulcsárová 2:07,5                                                                       | Anna Ziminová 2:08,0                                                                            |
| 50 m př.      | Karin Balzerová 7,2                                                                          | Meta Antenenová 7,3                                                                              | Christine Pereraová 7,4                                                                         |
| 4 x 195 m     | Francie 1:34,3 Odette Ducasová Sylviane Telliezová Colette Bessonová Christiane Martinettová | Sovětský svaz 1:34,6 Galina Bucharinová Věra Popkovová Ludmila Golomazovová Ludmila Samotěsovová | SFR Jugoslávie 1:36,9 Darja Maroltová Verica Ambroziová Ljiljana Petnjaričová Marijana Lubejová |
| 1+2+3+4 kola  | Sovětský svaz 4:52,4 Věra Popkovová Ludmila Samotěsovová Rajsa Nikonorovová Anna Ziminová    | Polsko 4:53,2 Irena Szewińská Zdzisława Robaszewská Elżbieta Katoliková Zofia Kołakowská         | SFR Jugoslávie 5:05,9 Verica Ambroziová Ika Maričičová Mirjana Kovačevová Ninoslava Tikvicki    |
| Skok do výšky | Rita Schmidtová 1,82 m                                                                       | Jordanka Blagoevová 1,82 m                                                                       | Antonina Lazarevová 1,79 m                                                                      |
| Skok daleký   | Irena Szewińská 6,38 m                                                                       | Sue Scottová 6,18 m                                                                              | Meta Antenenová 6,15 m                                                                          |
| Vrh koulí     | Marita Langeová 17,52 m                                                                      | Ivanka Christovová 16,94 m                                                                       | Ingeburg Friedrichová 16,42 m                                                                   |

## Medailové pořadí
| Umístění | Stát                             | Zlato | Stříbro | Bronz | Celkem |
| -------- | -------------------------------- | ----- | ------- | ----- | ------ |
| 1.       | NDR                              | 7     | 1       | 3     | 11     |
| 2.       | Polsko                           | 6     | 3       | 0     | 9      |
| 3.       | Sovětský svaz                    | 3     | 4       | 3     | 10     |
| 4.       | Velká Británie                   | 2     | 2       | 5     | 9      |
| 5.       | Západní Německo                  | 2     | 2       | 2     | 6      |
| 6.       | Francie                          | 2     | 2       | 0     | 4      |
| 7.       | Belgie                           | 1     | 0       | 0     | 1      |
| 8.       | Bulharská lidová republika       | 0     | 2       | 0     | 2      |
| 8.       | Maďarská lidová republika        | 0     | 2       | 0     | 2      |
| 10.      | Španělsko                        | 0     | 1       | 1     | 2      |
| 10.      | Švýcarsko                        | 0     | 1       | 1     | 2      |
| 12.      | Československo                   | 0     | 1       | 0     | 1      |
| 12.      | Norsko                           | 0     | 1       | 0     | 1      |
| 14.      | SFR Jugoslávie                   | 0     | 0       | 3     | 3      |
| 14.      | Rumunská socialistická republika | 0     | 0       | 3     | 3      |
| 16.      | Irsko                            | 0     | 0       | 1     | 1      |